# Апелла
Апелла (грец. απέλλα) — форма Народних зборів у Спарті, які скликалися щомісяця і фактично вважалися вищим органом влади. Діяльність апелли регулювалась законами Лікурга Спартанського — Великою Ретрою.

## Принципи функціонування
Право брати участь у зборах мали всі спартіати, які досягли 30 років, а головували спочатку царі Спарти, потім — ефори. Приписувані Лікургу закони свідчило, що влада має належати демосу, але вже закон Феопомпа відняв її у народу, внісши доповнення: якщо народ вирішить справу неправильно, то царі і герусія можуть скасувати її рішення.
Звичайно спартанська апелла не обговорювала пропонованих їй питань, а тільки схвалювала або відкидала криком пропозиції герусії або ефорів, що відрізняло її від афінської еклесії. Апелла вирішувала найважливіші справи (наприклад, питання про війну і мир, про договори, про нові закони, про дарування свободи ілотам і т. д.) і проводила вибори геронтів, ефорів та інших посадових осіб.
По суті положення спартанської апелли (за винятком права обрання посадових осіб) мало чим відрізнялося від того, яке положення займають Народні збори в гомерівських поемах.